# أل رايت (لاعب كرة قاعدة)
أل رايت (بالإنجليزية: Al Wright)‏ هو لاعب كرة قاعدة أمريكي، ولد في 11 نوفمبر 1912 في سان فرانسيسكو في الولايات المتحدة، وتوفي في 13 نوفمبر 1998 في أوكلاند في الولايات المتحدة.

## وصلات خارجية
- أل رايت (لاعب كرة قاعدة) على موقعبيزبول رفرنس.كوم (الدوري الرئيسي) (الإنجليزية)
- أل رايت (لاعب كرة قاعدة) على موقعبيزبول رفرنس.كوم (الدوري الثانوي) (الإنجليزية)